# يوم التأسيس الوطني
يوم التأسيس الوطني (باليابانية: 建国記念の日 كينكوكو كينين نو هي) هو عيد وطني في اليابان يصادف 11 فبراير من كل عام. يحتفل في اليابان في هذا اليوم ذكرى تأسيس دولة اليابان ببداية سلالة الأباطرة بدءاً من أول إمبراطور أسطوري جينمو تينو الذي أسس أول عاصمة في ياماتو (حالياً ضمن محافظة نارا).

## تاريخ
على الرغم من أن هذا اليوم يخلد ذكرى تأسيس الإمبراطورية اليابانية إلا أنه لم يصبح عيداً رسمياً إلا في عام 1872 في فترة ميجي عندما تحولت اليابان من التقويم الشمسي القمري إلى التقويم الغريغوري. استخدم الباحثون اليابانيون كتاب نيهون شوكي للبحث عن التاريخ الحقيقي، وكان 11 فبراير 660 ق.م.. سمي هذا العيد في البداية «يوم الإمبراطور» (紀元節 كيغين سيتسو) وذلك بهدف توحيد جميع الشعب تحت راية الإمبراطور ميجي بعد انحسار حكومة توكوغاوا. وباعتبار صلة هذا اليوم بفكرة الإمبراطور، تم إلغاء هذا اليوم بعد الحرب العالمية الثانية، ومن السخرية أن يوم 11 فبراير كان اليوم الذي أقر فيه الجنرال دوغلاس ماك آرثر مسودة الدستور التي تم عرضها على اليابانيين عام 1946.
تم إعادة هذا اليوم كعيد وطني عام 1966.